# في الصيف (أغنية)
في الصيف (بالإنجليزية: In the Summertime)‏ أول أغنية لفريق الروك البريطاني «مونجو جيري». كتب الكلمات واللحن المغني الرئيسي للفريق راي دورست، في عام 1970، وصعدت إلى المركز الأول في قوائم أفضل الأغاني حول العالم، بما في ذلك سبعة أسابيع على قائمة الأغاني الفردية في المملكة المتحدة، وأسبوعين على أحد القوائم الكندية، والمركز الثالث على قائمة الهوت بيلبورد 100 للأغاني الفردية في الولايات المتحدة. أصبحت واحدة من أكثر الأغاني الفردية مبيعًا على الإطلاق، حيث بيع منها في النهاية 30 مليون نسخة.

## خلفية الأغنية
قال دورست إن الأغنية استغرقت عشر دقائق فقط لكتابتها، وهو ما فعله باستخدام جهاز فندر ستراتوكاستر مستعمل بينما كان يأخذ إجازة من وظيفته المعتادة، حيث كان يعمل في معمل لشركة تيميكس لصناعة ساعات اليد.
كان فريق «مونجو جيري» قد بدأت للتو وكانت الموسيقى هواية في ذلك الوقت. قال دورست: «لا يوجد مقاطع مختلفة في الأغنية، كل ما لديها هو لحن يتكرر مرارًا وتكرارًا مع مجموعة من الكلمات التي تستحضر الاحتفال بالحياة، خاصة إذا كنت شابًا فانك تقول: إنه يوم رائع، لقد تمكنت من الحصول على سيارة، ويفضل أن يكون للسيارة سقف متحرك، فأنت تتجول، وإذا كنت شابًا، فأنت تلتقط الفتيات».

## حقائق حول الأغنية
رفع دورست دعوى قضائية في عام 2012، ضد شركته الإدارية السابقة «اسوشيتد ميوزك انترناشونال» والتي يديرها صديقه السابق ومدير أعماله إليوت كوهين، مدعيًا ما يزيد عن مليوني جنيه إسترليني من أرباح أغنية «في الصيف» يعتقد أنها تم حجبها عنه.
في مقابلة صحفية، أوضح دورست سبب أضافة صوت «الدراجة النارية» في نهاية الأغنية وفي منتصفها: «قلت سنحصل فقط على تسجيل لدراجة نارية، ألصقها في نهاية الأغنية ثم أعد تعديل المقدمة ثم ضع المقدمة أمام الدراجة النارية حتى تبدأ من جديد. لكنني لم أتمكن من العثور على دراجة نارية. هوارد باري، المهندس كان لديه سيارة قديمة، حسناً، لم تكن قديمة في ذلك الوقت، سيارة رياضية من طراز تريومف قادها عبر الاستوديو بينما باري ماريت بحمل الميكروفون، والحصول على تأثيرات الاستريو من اليسار إلى اليمين أو من اليمين إلى اليسار، أيا كان. وكان هذا هو».

## طاقم العزف والتسجيل
- راي دورست: غناء وجيتار كهربائي وجيتار ذو 6 أوتار أكوستيك وكاباسا cabasa وستومب
- بول كينج:  بانجو وجوج jug
- كولين إيرل: بيانو
- مايك كول: أوتار باس[11]

## الأغنية على القوائم العالمية
احتلت الأغنية المركز الأول في: أستراليا (قوائم ال40 الأولى) (قوائم كنت ميوزك ريبورت)، النمسا، بلجيكا، كندا، الدنمارك، فرنسا، ألمانيا، أيرلندا، إيطاليا، هولندا (قائمة 40 الأولى) (قائمة ال100 الأولى)، نيوزيلندا، النرويج، جنوب أفريقيا، السويد، سويسرا، المملكة المتحدة والولايات المتحدة (التسجيلات العالمية).

## كلمات الأغنية
في الصيف عندما يكون الطقس حارًا In the summertime when the weather is hot
يمكنك النهوض لأعلى ولمس السماء You can stretch right up and touch the sky
عندما يكون الطقس جيدًا، يكون في عقلك نساء، وتفكر في النساء When the weather's fine, you got women, you got women on your mind
تناول مشروبًا، وقود السيارة، وأخرج وعاين ما يمكنك العثور عليه Have a drink, have a drive, go out and see what you can find
إذا كان والدها غنيًا، اصطحبها لتناول الطعام If her daddy's rich, take her out for a meal
إذا كان والدها فقيرًا، فقط افعل ما تشعر به If her daddy's poor, just do what you feel
اسرع على طول الممر، اعمل طنًا أو طنًا وخمسة وعشرين Speed along the lane, do a ton or a ton and twenty-five
عندما تغرب الشمس، يمكنك أن تجعل أوقاتك جيدة ورائعة حقًا When the sun goes down, you can make it, make it good and really fine
نحن لا نهدد أحد، لسنا قذرين، لسنا لئيمين We're no threat people, we're not dirty, we're not mean
نحن نحب الجميع، لكننا نفعل ما يحلو لنا، عندما يكون الطقس جيدًا We love everybody, but we do as we please, when the weather's fine
نذهب للصيد أو السباحة في البحر We go fishing or go swimming in the sea
نحن دائما سعداء، الحياة للعيش، نعم، هذه فلسفتنا We're always happy, life's for living, yeah, that's our philosophy
غني معنا، دي دي دي دي دي Sing along with us, dee-dee dee-dee dee
عندما يأتي الشتاء هنا، نعم، حان وقت الاحتفال When the winter's here, yeah, it's party time
أحضر الزجاجة الخاصة بك، ارتدي ملابسك المشرقة Bring your bottle, wear your bright clothes
لأن الصيف سيأتي قريبا Cause it will soon be summertime'
وسنغني مرة أخرى And we'll sing again
سنذهب بالسيارة أو ربما نستقر We'll go driving or maybe we'll settle down
إذا كانت غنية، إذا كانت لطيفة، أحضر أصدقاءك وسنذهب جميعًا إلى المدينة If she's rich, if she's nice, bring your friends and we'll all go into town

## وصلات خارجية
https://www.songfacts.com/facts/mungo-jerry/in-the-summertime في الصيف (أغنية)
https://www.mungojerry.com/ في الصيف (أغنية)
https://www.youtube.com/watch?v=wvUQcnfwUUM في الصيف